# 立花種道
立花 種道（たちばな たねみち、寛政9年2月9日（1797年3月7日） - 安政2年10月2日（1855年11月11日））は、筑後三池藩の第6代藩主立花種周の五男。
第7代藩主立花種善の弟・第8代藩主立花種恭の実父として宗家を支える。
謹厳実直な学究肌であり、武芸に秀で馬術は大坪流免許皆伝であった。筆法にも優れ藩内で教える。
安政2年（1855年）の安政の大地震で妻と共に死去した。享年59（満58歳没）。

## 血縁関係
- 長男鐘之助は、嘉永2年（1849年）に宗家立花種温の養子となり、陸奥下手渡藩最後の藩主となる。後に幕閣に入り若年寄から老中格として幕末を迎え、幕府の重鎮を務める。明治維新後は子爵。学習院初代院長となった。貴族院議員などで活躍。

- 三男嘉元次郎は、親戚筋の上総一宮藩主加納久恒の養子となり、一宮藩最後の藩主加納久宜となった。明治維新後は子爵。学制が公布されると、文部省官僚として学校教育の充実に尽力、その後、司法界（大審院検事など）に転じ、帝国議会が開設されると貴族院議員子爵のリーダーとなる。やがて、鹿児島県知事となると「教育知事」「勧業知事」「行脚知事」と称賛される活躍をし、疲弊した県を立て直した。知事を辞し東京に帰ると、教育、地方自治、農会、産業組合など各分野で活躍した。
- 千葉県知事などを務めた加納久朗は孫、第92代内閣総理大臣・麻生太郎は玄孫にあたる。